# Ali Hasanov
Pour les articles homonymes, voir Hasanov.
Ali Mahammadali oglu Hasanov (en azéri : Əli Məhəmmədəli oğlu Həsənov) (né le 3 mars 1960) est un professeur et un politicien azéri qui est conseiller national du président de l'Azerbaïdjan et chef du département des questions politiques et sociales de l'administration présidentielle de la république d'Azerbaïdjan.

## Jeunesse
Hasanov naît le 10 mars 1960 dans le village de Tənənəm dans le raion de Sharur, en Nakhitchevan situé en Azerbaïdjan. Il est diplômé de l'université d'État de Moscou et détient un doctorat d'histoire. Du 19 mai 1992 jusqu'au 2 décembre 1993, Hasanov est inspecteur au bureau principal de l'université d'État du Nakhitchevan.

## Carrière politique
Du 23 février 1994 au 29 septembre 1995, il est le directeur du département idéologique du parti du nouvel Azerbaïdjan. Hasanov devient ensuite directeur adjoint du département des questions sociales et politiques de l'appareil exécutif à partir du 30 septembre 1995 jusqu'au 9 juillet 1996. À partir de ce date, il devient le chef de ce département jusqu'au 19 juillet 2005. Quand le nom de l'appareil est changé en administration présidentielle, Hasanov est reconduit au même poste. Il est également le conseiller national de premier rang du président de l’Azerbaïdjan.

## Récompenses
En mars 2010, Hasanov est récompensé de la médaille Vətənə xidmətə görə (Pour services rendus à la patrie) par le président Ilham Aliyev.